# Rudolf Zuber
Rudolf Zuber, publikoval i pod pseudonymem Rudolf Krapina (23. ledna 1912, Vítkovice – 29. října 1995, Jeseník) byl český římskokatolický kněz, teolog, církevní historik, archivář a knihovník.

## Život
Narodil se 23. ledna 1912 v hornické kolonii dolu Hlubina ležící na rozmezí katastrů Moravské Ostravy a Vítkovic. Jeho otec pocházel z chorvatského Kraljevacu a pracoval jako zámečník na dole Karolina. Rudolf byl třetím ze čtyř sourozenců. Po absolvování reformního reálného gymnázia v Přívoze zahájil v roce 1931 studia na Cyrilometodějské teologické fakultě v Olomouci. Byl ordinován na kněze v červenci roku 1936, ale nenastoupil do aktivní duchovní správy a mezi lety 1939–1946 působil jako prefekt na Arcibiskupském gymnáziu a semináři v Kroměříži, kde vyučoval dějepis a němčinu. Svou první práci nazvanou Osvobozenecká práce české Ameriky publikoval v roce 1938 v časopisu Vlast pod pseudonymem Rudolf Krapina. Na radu svého profesora církevních dějin Augustina Neumanna se v roce 1937 zapsal ke studiu historie a germanistiky na filosofické fakultě Univerzity Karlovy. Tam měl za učitele tehdejší přední historiky Josefa Šustu, Oldřicha Odložilíka, Václava Chaloupeckého a Karla Stloukala. Pod Stloukalovým vedením pak roku 1946 obhájil doktorskou práci Mladá léta kardinála Dietrichštejna, ve které se zabýval osobou Františka kardinála Dietrichštejna, jemuž věnoval i některá svá pozdější bádání. V roce 1947 převzal správu arcibiskupského archivu v Kroměříži a roku 1950 začal studovat archivnictví na Masarykově univerzitě v Brně u Jindřicha Šebánka, studia musel ukončit v roce 1953.
V zimním semestru 1947/48 začal na Cyrilometodějské teologické fakultě vyučovat československé církevní dějiny. Po komunistickém puči v roce 1948 však bylo kroměřížské Arcibiskupské gymnázium a seminář uzavřeno, uzavřen byl taktéž kroměřížský zámek, kde dr. Zuber působil jako knihovník. Roku 1952 musel ukončit i svou činnost v arcibiskupském archivu a přešel do Zemědělsko-lesnického archivu ve slezském Javorníku. Před tímto přechodem také pracoval jako brigádník v ostravské Nové huti. Do roku 1960 měl ve správě archivní fondy vratislavské arcidiecéze, které jako první zinventarizoval a popsal jako spoluautor Průvodce po archivních fondech Státního archivu v Opavě zveřejněného v roce 1961. V roce 1950 se stal zaměstnancem pobočky šumperského Okresního archivu v Jeseníku, kde vydržel až do svého odchodu do důchodu v roce 1977. Byl také obviněn ze špionáže pro Vatikán. V šedesátých letech vypracoval kandidátskou práci Osídlení Jesenicka do počátku XV. století, která vyšla i tiskem, ale později za normalizace mu nebylo režimem umožněno kandidátský titul obhájit. V téže době věnoval badatelské úsilí např. působení piaristů na Moravě a či osobě Karla Ditterse z Dittersdorfu. Mezi jeho největší díla patří kniha Osudy moravské církve v 18. století, jejíž první svazek vyšel již v roce 1987. Rudolf Zuber zemřel 29. října 1995 v Jeseníku ve věku 82 let.
Kromě češtiny ovládal také dalších 6 světových jazyků – francouzštinu, chorvatštinu, italštinu, latinu, němčinu a polštinu. Rád hrál šachy a poslouchal hudbu. V padesátých letech zažádal o laicizaci a oženil se s Renátou Müllerovou, se kterou vychoval 4 děti.
V Javorníku je po něm pojmenována od roku 2005 Městská knihovna Rudolfa Zubera Javorník.

## Dílo
Mezi jeho nejzávažnější díla patří několik prací věnovaných osobě kardinála Dietrichštejna, studie o hudebním skladateli Karlovi Dittersovi z Dittersdorfu, práce o dějinách Jesenicka, zpracované dějiny římskokatolické církve na Moravě, několik studií o Franzi Schubertovi na Jesenicku a dále práce o dějinách církevní hudby na Jesenicku.
Následuje seznam tištěnách rozsáhlejších děl Rudolfa Zubera (nezapracovány drobné studie a netištěná rukopisná díla):
- KRAPINA, Rudolf. Osvobozenecká práce české Ameriky. Praha: Vlast, 1938. 62 s.
- ZUBER, Rudolf. Mladá léta kardinála Dietrichsteina. Praha: Filosofická fakulta University Karlovy, 1946. 107 s.
- ZUBER, Rudolf. Internace krakovského biskupa Karla Skorkowského v Opavě v l. 1835-1851. Slezský sborník. 1948, čís. 46, s. 204–226. ISSN 0037-6833.
  - ZUBER, Rudolf. Internace krakovského biskupa Karla Skorkowského v Opavě v l. 1835-1851. In: JIRÁSEK, Zdeněk. Církevní dějiny Slezska 18.-20. století. Opava: Slezský sborník, 2010. ISBN 978-80-7248-655-7.
- ZUBER, Rudolf. Účast kardinála Dietrichštejna na likvidaci sporu Bonaventury Hahna s vratislavskou kapitulou. Slezský sborník. 1949, čís. 47, s. 294–317. ISSN 0037-6833.
- ŘEZNÍČEK, Jan; HAUBERTOVÁ, Květoslava; ZUBER, Rudolf. Státní archiv v Opavě. Praha: Archívní správa Ministerstva vnitra ČSR, 1961. 227 s.
- ZUBER, Rudolf. Hudba v piaristické koleji v Bílé Vodě. Slezský sborník. 1962, čís. 60, s. 351–367. ISSN 0037-6833.
- ZUBER, Rudolf. Jesenicko v období feudalismu do roku 1848. Ostrava: Profil, 1966. 535 s.
- ZUBER, Rudolf. Karel Ditters z Dittersdorfu. Šumperk: Vlastivědný ústav v Šumperku, 1970. 23 s.
- ZUBER, Rudolf. Osídlení Jesenicka do počátku 15. století. Opava: Matice Slezská, 1972. 162 s.
- ZUBER, Rudolf. K čarodějnickým procesům ve Velkých Losinách. [s.l.]: SM 26, 1973. 60 s.
- ZUBER, Rudolf. Zlatohorsko včera a dnes (1224-1974). Zlaté Hory: [s.n.], 1975. 124 s.
- ZUBER, Rudolf. První ročník klavírní soutěže F. Schuberta. SM. 1978, čís. 36, s. 80.
- ZUBER, Rudolf. Pomník Rudoarmějce v Jeseníku. SM. 1980, čís. 39, s. 40.
- ZUBER, Rudolf. Nástin hudebních dějin Vidnavy do roku 1945. Vidnava: Lidová škola umění, 1982. 16 s.
- ZUBER, Rudolf. Hospodářský a správní vývoj olomouckého biskupství v 18. století. In:  Studie Muzea Kroměřížska. Kroměříž: Muzeum Kroměřížska, 1982. S. 29–53.
- ZUBER, Rudolf. Osudy moravské církve v 18. století 1695-1777. I. díl. Praha: Ústřední církevní nakladatelství, 1987. 292 s.
- ZUBER, Rudolf. Die mährischen Wallfahrten im 18. Jahrhundert. Geiß-Nidda: Archiv für Kirchengeschichte von Böhmen - Mähren - Schlesien, 1989. S. 89–94.
- ZUBER, Rudolf. Karel Ditters z Dittersdorfu. Javorník: Vlastivědné muzeum Jesenicka, 1999. 19 s.
- BEZDĚČKA, Josef; ZUBER, Rudolf; BOMBERA, Jan. Z dob prvních letů na koštěti. Moravská Beroun: Moravská expedice, 2000. 98 s.
- ZUBER, Rudolf. Osudy moravské církve v 18. století. II. díl. Olomouc: Matice cyrilometodějská, 2003. 605 s.